# Troud

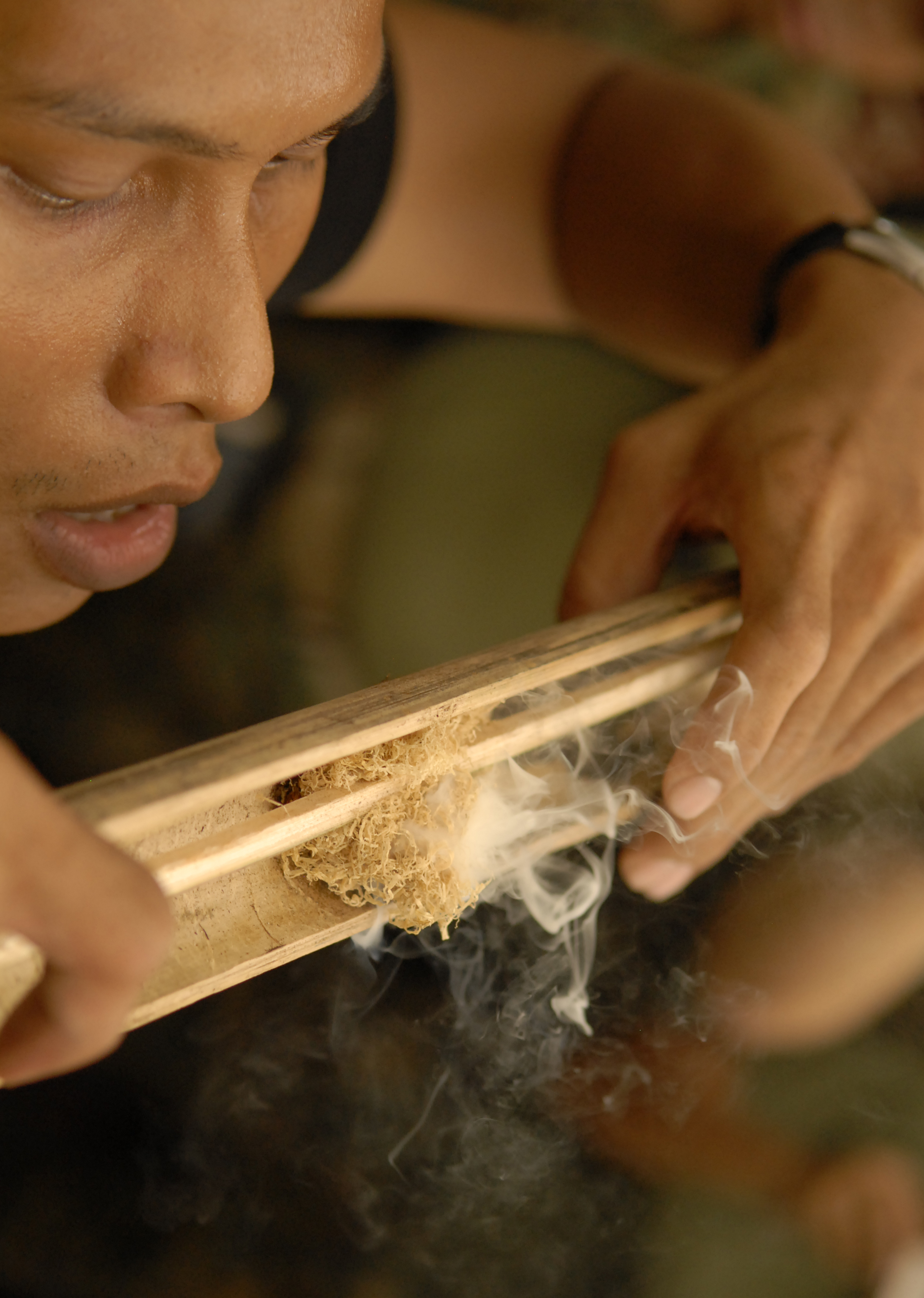
Troud umožňuje proměnit doutnání v hořící plamen

Troud je snadno zápalný materiál používaný při tradičních způsobech rozdělávání ohně. Umožňuje zachytit jiskru z křesadla či žár žhnoucího uhlíku získaného třením dřev, udržet hoření a umožnit následné rozfoukání do plamene. Tradičně se jako troud pro zachycení jiskry z ocílky používala hubka vyráběná z choroše zvaného troudnatec.
Jako troud lze použít celou řadu materiálů – suchou trávu, mech, lýko, atp. ne každý z nich ale umí zachytit jiskru. Odborníci na rozdělávání ohně primitivními technikami proto rozlišují tři základní skupiny troudů:
1. Troudy schopné zachytit jiskru – hubka, kousek přepáleného plátna (práchno) či knotu z rostlinných vláken, aj.
2. Troudy vhodné pro rozšíření žhavého uhlíku – trouchnivé dřevo, mech, chmýří, aj.
3. Troudy, které lze rozfoukat do plamene – lýko z rozdrcených větví lip a topolů, jemná suchá tráva, aj.